# Хаупт, Герман
Герман Хаупт (англ. Herman Haupt; 1817 — 1905) — американский инженер, промышленный и военный деятель; бригадный генерал Союза во время Гражданской войны в США.

## Биография
Родился 26 марта 1817 года в Филадельфии, штат Пенсильвания, в семье Джейкоба и Анны Хаупт. Когда Герману было 12 лет, умер его отец, оставив жене трёх сыновей и двух дочерей. 
Чтобы получить образование, Герману пришлось работать. В 1831 году, при содействии президента Эндрю Джексона, он был направлен в Военную академию Соединенных Штатов, которую окончил в 1835 году и был выпущен в звании второго лейтенанта в 3-й американской пехотный полк. Однако 30 сентября этого же года Хаупт вышел в отставку, приняв предложение американского геодезиста и инженера-строителя Генри Кэмпбелла стать его помощником в строительстве автодороги Allentown road и железной дороги  Norristown & Valley Railroad, которые начались в 1835 году и закончились спустя 15 лет соединением с железной дорогой Chester Valley railroad. В 19 лет он был назначен помощником инженера на одном из участков железной дороги Western Maryland Railway. В 1839 году Хаупт разработал и запатентовал новый метод строительства мостов, известный как Haupt Truss конструкции. Два из них, построенные в 1854 году в Алтуне и Ардморе, штат Пенсильвания, стоят до сих пор.
С 1840 по 1847 годы Хаупт был профессором математики и инженерии в пенсильванском колледже Gettysburg College. В 1847 году он вернулся к железнодорожной деятельности, став инженером-строителем на строительстве железной дороги Pennsylvania Railroad, а затем — её главным суперинтендантом (с 1849 по 1851 годы). В 1851—1853 он был главным инженером железной дороги  Southern Railway in Mississippi и до 1856 года — главным инженером Pennsylvania Railroad. Затем с 1856 по 1861 годы работал главным инженером на строительстве Hoosac Tunnel (протяжённостью 8 км) в округе Беркшир на западе штата Массачусетс.

### Гражданская война
Весной 1862 года, через год после начала Гражданской войны в США, военное ведомство США организовало новое бюро, ответственное за строительство и эксплуатацию военных железных дорог в стране. 27 апреля Хаупт был назначен Военным министром США Эдвином Стэнтоном Эдвин начальником этого бюро, имея звание полковника и являясь флигель-адъютантом генерал-майора Ирвина Макдауэлла. Занимался ремонтом и восстановлением поврежденных в результате войны железнодорожных путей вокруг Вашингтона, подготовкой железнодорожных кадров, улучшением телеграфной связи вдоль железных дорог. Одной из самых сложных его задач было восстановление стратегической дороги Richmond, Fredericksburg and Potomac Railroad, включая мост  Potomac Creek Bridge, частично разрушенного конфедератами. Работой по восстановлению этого моста был восхищён президент Авраам Линкольн.
5 сентября 1862 Хаупт получил звание бригадного генерала Добровольческой армии США. Однако его видение развития железных дорог не было поддержано военным ведомством, и он оставил военную службу 14 сентября 1863 года. Несмотря на это, в течение этого года Герман Хаупт оказал большое влияние на военные действия Союза. Гражданская война стала одной из первых войн, в которой крупномасштабно использовался железнодорожный транспорт для перемещения и снабжения войск и техники. Им были разработаны и внедрены «общие принципы поддержки железных дорог», а также «методы построения и разрушения железнодорожной техники», заключающиеся в том, чтобы военные не мешали эффективной работе железнодорожной инфраструктуры.

### После войны
После участия в Гражданской войне, Хаупт снова вернулся на железную дорогу, занимался производственными вопросами, строительством мостов и тоннелей. Вместе с женой приобрели небольшой курортный отель в Mountain Lake в округе Джайлс, штат Виргиния. Изобрёл сверлильный станок, который выиграл высшую награду британского Royal Polytechnic Society, а также был первым, кто доказал целесообразность транспортировки нефти по трубам.
Также Герман Хаупт с 1872 по 1876 годы был генеральным менеджером Piedmont Air-Line Railway из Ричмонда (Виргиния) в Атланту (Джорджия); в 1876—1878 годах — главным инженером Pennsylvania Transportation Company и Seaboard Pipe-line; с 1881 по 1885 годы — генеральным директором компании Northern Pacific Railroad; в 1885—1886 годах — президентом Dakota and Great Southern Railroad.
Умер от сердечного приступа 14 декабря 1905 года в городе Джерси-Сити, штат Нью-Джерси, во время путешествия в пульмановском вагоне из Нью-Йорка в Филадельфию. Был похоронен на кладбище West Laurel Hill Cemetery города Bala Cynwyd в округе Монтгомери штата Пенсильвания.

## Семья
30 августа 1838 года в Геттисберге, штат Пенсильвания, Герман Хаупт женился на Сесилии Энн Келлер (англ. Ann Cecelia Keller), у них было семь сыновей и четыре дочери. Один из его сыновей — Льюис Хаупт — пошёл по стопам отца, став инженером-строителем.

## Память
Герман Хаупт был введён в Национальный зал славы железных дорог США — National Railroad Hall of Fame. Он стал персонажем романов в жанре альтернативной истории — Gettysburg: A Novel of the Civil War и Grant Comes East Ньюта Гингрича и Уильяма Форстена соответственно. Также Хаупт появляется в телесериале The Blue and the Gray, где его роль исполняет Уолтер Брук.